# ミッドナイト・エクスプレス (プロレス)
ザ・ミッドナイト・エクスプレス（The Midnight Express）は、1981年から1990年にかけて活躍したプロレスラーのタッグチーム・ユニットである。歴代のメンバーによって、アラバマ、テネシー、ルイジアナ、テキサス、ノース&サウスカロライナなどアメリカ合衆国南部で活動。ロックンロール・エクスプレスやロード・ウォリアーズなどの人気チームと敵対するヒールのユニットとして、1980年代におけるアメリカン・プロレスのタッグマッチ戦線で活躍した。

## 歴代メンバー
- "ラヴァーボーイ" デニス・コンドリー（"Loverboy" Dennis Condrey）（1981年 - 1987年、1987年 - 1989年）
- "ラヴィシング" ランディ・ローズ（"Ravishing" Randy Rose）（1981年 - 1983年、1987年 - 1989年）
- "PYT" ノーベル・オースチン（"P.Y.T." Norvell Austin）（1981年 - 1983年）
- "ビューティフル" ボビー・イートン（"Beautiful" Bobby Eaton）（1984年 - 1990年）
- "スウィート" スタン・レーン（"Sweet" Stan Lane）（1987年 - 1990年）

（　）内は在籍期間。5選手ともサイズ的には決して大型ではなかったものの、いずれも職人肌の試合巧者であり、各々別のタッグチームにおいても実績を残している。

## 来歴

### 第1期: コンドリー、ローズ&オースチン
1980年11月、アラバマのNWA加盟団体サウスイースタン・チャンピオンシップ・レスリング（SECW）にて活動していたデニス・コンドリーが、パートナーのドン・カーソンの引退に伴いランディ・ローズと新しいタッグチームを結成。翌1981年、抗争相手だったベビーフェイスの黒人選手ノーベル・オースチンがヒールターンして彼らと結託、トリオのタッグチーム・ユニットであるミッドナイト・エクスプレスが編成された。
以降、SECWではコンドリーとローズのコンビでボブ・アームストロング&ブラッド・アームストロング、ルーク・ウィリアムス&ジョナサン・ボイド、ケン・ルーカス&エディ・ホーガン、ロバート・フラー&ジミー・ゴールデンなどのチームを破り、NWAサウスイースタン・タッグ王座を再三獲得。テネシー州メンフィスのCWAにも登場し、1982年にはコンドリーとオースチンのコンビでビル・ダンディー&スティーブ・カーンを相手にAWA南部タッグ王座を争っている。
また、獲得したチャンピオンシップは3者共有のものとし、タイトルマッチにはメンバー間のどの組み合わせで出場しても許されるという、後に「フリーバード・ルール」と呼ばれる非公式ルールをヒール・ユニットのギミックとして早くから取り入れていた（同時期に活動していたファビュラス・フリーバーズの確立したルールとして知られる）。
1983年10月、スコット&ブラッドのアームストロング兄弟に敗れサウスイースタン・タッグ王座から陥落したことを機にトリオを解消。ローズはSECWにとどまり、オースチンとコンドリーはCWAで活動することとなった。

### 第2期: コンドリー&イートン

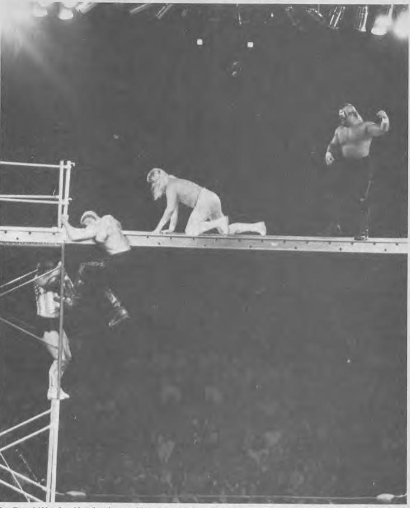
ロード・ウォリアーズとのスキャフォールド・マッチ（1986年）

1984年、コンドリーはミッドサウス地区の団体間における交換トレードにより、ボビー・イートンやジム・コルネットと共にCWAからビル・ワットのMSWAに移籍。コルネットをマネージャーに、イートンと第2期ミッドナイト・エクスプレスを結成する。同年3月13日にはミスター・レスリング2号&マグナムTAからミッドサウス・タッグ王座を奪取。以降、同じくCWAから移籍してきたリッキー・モートン&ロバート・ギブソンのロックンロール・エクスプレスを相手に同王座を巡るシーソー・ゲームを展開、両チームの抗争劇はMSWAのドル箱カードとなった。
1984年末からはフリッツ・フォン・エリックが主宰していたテキサス州ダラスのWCCWに参戦。MSWAでも因縁のあったボビー・フルトン&トミー・ロジャースのザ・ファンタスティックスを相手に、NWAアメリカン・タッグ王座を賭けた抗争を展開した。
1985年7月よりNWAのジム・クロケット・プロモーションズに定着。因縁のロックンロール・エクスプレスとNWA世界タッグ王座を争い、ロード・ウォリアーズとも抗争を繰り広げるなど、当時の米マット界のタッグ戦線を代表するチームとして足跡を残した。活動時期およびメジャーテリトリーでの実績において、この第2期をミッドナイト・エクスプレスの全盛期とする声は多く、2008年にはコンドリーとイートンの両者がNWA殿堂に迎えられている。
1986年からはビッグ・ババ・ロジャースがコルネットのボディガードとなり、彼らの試合にも同行。11月27日の『スターケード'86』ではコルネットとロジャースがセコンドに付き、ウォリアーズとの歴史的なスキャフォールド・マッチが行われた（同大会の名称 "The Night of the Skywalkers" は、この試合からネーミングされている）。

### 第3期: イートン&レーン、コンドリー&ローズ
1987年4月、コンドリーがNWAを離脱。コルネットはコンドリーを解雇したと（アングル上で）発表、イートンの新パートナーにはスティーブ・カーンとのファビュラス・ワンズで活躍していたスタン・レーンが選ばれた。メンフィスCWA時代からの盟友である両者のチームワークに問題はなく、5月16日に行われたUSタッグ王座の争奪トーナメントでバリー・ウインダム&ロニー・ガービンを下し優勝、第4代のチャンピオン・チームとなっている。1988年9月10日には、フォー・ホースメンのタリー・ブランチャード&アーン・アンダーソンを破り、NWA世界タッグ王座にも戴冠した。

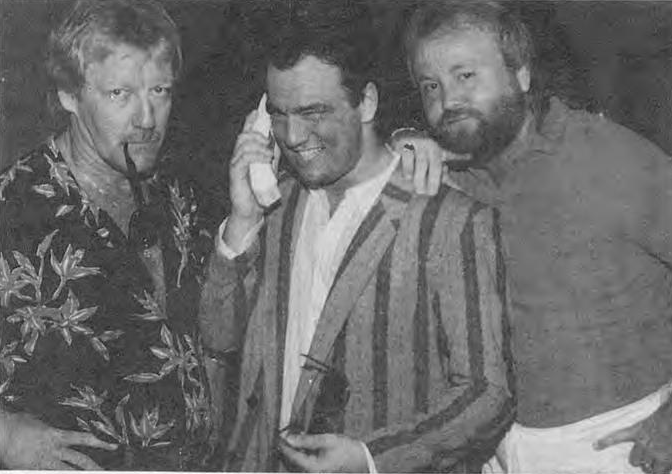
左からローズ、デンジャラスリー、コンドリー（1987年）

一方のコンドリーはNWA離脱後、末期のAWAにて旧メンバーのローズと再合体。自分達こそがオリジナルだと主張して "オリジナル" ミッドナイト・エクスプレスを名乗り、ポール・E・デンジャラスリーを新しいマネージャーに迎え、1987年10月30日にジェリー・ローラー&ビル・ダンディーからAWA世界タッグ王座を奪取、マーティ・ジャネッティ&ショーン・マイケルズのミッドナイト・ロッカーズともタイトルを争った。1988年11月より、オリジナル・ミッドナイト・エクスプレスとしてNWAに復帰。イートン&レーンはコルネット共々ベビーフェイスに転じ、ユニット名も入場テーマ曲も共通のチーム同士による骨肉の争いを展開。コルネットとデンジャラスリーのマネージャー抗争も行われ、12月26日の『スターケード'88』においても両チームの遺恨試合が組まれた。
1989年2月、テッド・ターナーのNWA（クロケット・プロ）買収によるWCWへの体制以降に伴いコンドリーが再び離脱。ローズはジャック・ビクトリーとの新コンビで継続参戦していたが、イートン&レーンとのルーザー・リーブス・タウン・マッチに敗れて彼もWCWを離れた。
その後もイートン&レーンはベビーフェイスのポジションにとどまり、ドゥーム（ブッチ・リード&ロン・シモンズ）やフリーバーズ（マイケル・ヘイズ&ジミー・ガービン）などのチームと対戦。1989年秋よりヒールに戻り、1990年はトム・ジンク&ブライアン・ピルマンやリックとスコットのスタイナー・ブラザーズを相手に抗争していたが、WCWの新副社長ジム・ハードとの対立により、同年11月にコルネットとレーンがWCWを退団。イートンはシングルプレイヤーとしてポール・E・デンジャラスリーのデンジャラス・アライアンスに加入することとなり、ミッドナイト・エクスプレスは10年におよぶ活動に終止符を打った。

### 解散後: リメイク、リユニオン
1998年、当時WWFでブッカーを担当していたコルネットが「NWA対WWF」というアングルのもと、中堅レスラーだったボブ・ホーリーとバート・ガンを組ませてミッドナイト・エクスプレスをリメイクしている。"ボンバスティック" ボブと "ボディシャス" バートのニュー・ミッドナイト・エクスプレスを名乗り、復活版のNWA世界タッグ王座にも戴冠。コルネット自身がマネージャーを務め、6月28日のキング・オブ・ザ・リングではニュー・エイジ・アウトローズのWWF世界タッグ王座に挑戦したが、成功は望めず短期間でフェードアウトしていった。
2000年代に入り、旧メンバーは各地のインディー団体やリユニオン・イベントにてミッドナイト・エクスプレスをワンマッチ限りで再結成している。2004年9月25日にはアラバマのコンチネンタル・レスリングにおいて、ローズ&オースチンの "オリジナル" ミッドナイト・エクスプレスが久々に再編された。2005年8月27日のレッスルリユニオンでは、コンドリー&イートン&レーンのトリオが実現し、ザ・ファンクス&ミック・フォーリーと対戦している。
2007年8月17日のメンフィス・レスリングではコルネットが登場して、コンドリー&イートンの黄金コンビのマネージャーを務めた。2008年6月7日にジョージア州アトランタで行われた "NWA Anniversary Show" ではコンドリー&イートン＋コルネット対ロックンロール・エクスプレスという1980年代のドル箱カードが再現されている。2011年にもJCWなどのインディー団体において、両チームのレジェンド対決が行われた。

## 獲得タイトル
コンドリー&ローズ
- サウスイースタン・チャンピオンシップ・レスリング
  - NWAサウスイースタン・タッグ王座：10回[2]
- アメリカン・レスリング・アソシエーション
  - AWA世界タッグ王座：1回[12]

コンドリー&オースチン
- コンチネンタル・レスリング・アソシエーション
  - AWA南部タッグ王座：3回[3]

コンドリー&イートン
- ミッドサウス・レスリング・アソシエーション
  - ミッドサウス・タッグ王座：2回[6]
- ワールド・クラス・チャンピオンシップ・レスリング
  - NWAアメリカン・タッグ王座：1回[7]
- ミッドアトランティック・チャンピオンシップ・レスリング
  - NWA世界タッグ王座（ミッドアトランティック版）：1回[11]
- ナショナル・レスリング・アライアンス
  - NWA殿堂：2008年[8]
- インディー
  - NWAブルーグラス・タッグ王座：1回
  - NWAロッキートップ・タッグ王座：1回
  - IWCタッグ王座：1回

イートン&レーン
- ミッドアトランティック・チャンピオンシップ・レスリング / ワールド・チャンピオンシップ・レスリング
  - NWA USタッグ王座（ミッドアトランティック版）：3回[10]
  - NWA世界タッグ王座（ミッドアトランティック版）：1回[11]

## マネージャー
- ジミー・ハート（CWA）
- ジム・コルネット（CWA、MSWA、WCCW、NWA / WCW）
- ポール・E・デンジャラスリー（AWA、NWA / WCW）

## サポートメンバー
- ロン・スター（SECW）
- ホンキー・トンク・ウェイン（SECW）
- ハーキュリーズ・ヘルナンデス（MSWA）
- ビッグ・ババ・ロジャース（NWA）
- ジャック・ビクトリー（WCW）